# Talmassons
Talmassons là một đô thị ở tỉnh Udine trong vùng Friuli-Venezia Giulia thuộc Ý, có cự ly khoảng 60 km về phía tây bắc của Trieste và khoảng 15 km về phía tây nam của Udine. Tại thời điểm ngày 31 tháng 12 năm 2004, đô thị này có dân số 4.180 người và diện tích là 43 km².
Đô thị Talmassons có các frazioni (đơn vị cấp dưới, chủ yếu là các làng) Flambro, Flumignano, và Sant'Andrat.
Talmassons giáp các đô thị: Bertiolo, Castions di Strada, Lestizza, Mortegliano, Pocenia, Rivignano.